# 役不足
役不足（やくぶそく、やくふそく）とは、演劇などで演ずる俳優が、その演目での役割に不満をもつこと。転じて、その役職が本人に不相応なほど軽いこと。
もともとの意味の「不足」とは、単に「不満」「不平」などと同義であり、役の軽重を問わず何らかの不満を持つことを指していたが、次第に「役目が軽いために不満を持つこと」という意味に限定されるようになった。
現在では、重要な仕事を任されたときに「私では役不足です」と謙遜したり、相手の力量を軽んじて「おまえでは役不足だ」と言ったりするなど、「実力に対して役目が重いこと」の意味で使われることもあるが、これは誤用とされることが多く、できれば「力不足」を使ったほうが誤解がない。
文化庁による2002年度の国語に関する世論調査では、この言葉を「役目が軽すぎること」の意味で理解している人の割合は27.6%であった。
しかし、その後2006年度の同調査では40.3%、2013年度の同調査では41.6%と回復傾向にある。これについて日本語学者の北原保雄は、誤用の代表例として文化庁の世論調査やテレビなどで取り扱われた結果、学習が進んだのだろうかと推測している。
「役不足」とよく似た「役者不足」という言葉も、「劇を上演するための役者が足りない」という意味から転じて、昭和の初めごろから「人材不足」「戦力不足」の意味で使われていた。
また同時に「役者として力不足である」の意味でも使われており、そのため「役不足」の対義語として「役者不足」が挙げられることもある。